# 高瀬由香
高瀬 由香（たかせ ゆか、1960年9月26日 - ）は、日本の漫画家。兵庫県神戸市出身。

## 来歴
1979年、小学館の少女漫画誌『別冊少女コミック』8月号にて「ふたりぼっちのサイレントナイト」でデビュー。以降、同誌や『ちゃお』、女性向け漫画誌『プチコミック』、『Judy』（いずれも小学館より刊行）などで活動。2005年頃より秋田書店の女性向け雑誌などでも執筆活動を展開。2009年12月現在、同社のレディースコミック誌『Eleganceイブ』などで作品を発表している。

## 作品リスト
（出版社の記載がない作品の単行本は小学館発行）
- 浪漫ちっくパラダイス ISBN 978-4-09-131611-0（1984年7月）- 短編集。高瀬にとって初の単行本。
- ロマンチックを抱きしめて ISBN 978-4-09-131612-7（1984年12月）
- 夢咲きロマンス ISBN 978-4-09-131613-4（1985年9月）
- ラストロマンス 全2巻

1. ISBN 978-4-09-132211-1（1986年2月）
2. ISBN 978-4-09-132212-8（1986年6月）

- プリンセス待夢 全2巻

1. ISBN 978-4-09-132461-0（1986年12月）
2. ISBN 978-4-09-132462-7（1987年2月）

- エンジェル 全6巻

1. ISBN 978-4-09-132671-3（1987年7月）
2. ISBN 978-4-09-132672-0（1988年2月）
3. ISBN 978-4-09-132673-7（1988年6月）
4. ISBN 978-4-09-132674-4（1988年12月）
5. ISBN 978-4-09-132676-8（1989年3月）
6. ISBN 978-4-09-132675-1（1989年5月）

- 彼の瞳に彼女の涙 ISBN 978-4-09-131614-1（1987年10月）
- MEMORY ISBN 978-4-09-131615-8（1988年10月）
- SCHOOL 全3巻 -2004年に新装版として全1巻発行

1. ISBN 978-4-09-133351-3（1990年1月）
2. ISBN 978-4-09-133352-0（1990年5月）
3. ISBN 978-4-09-133353-7（1990年8月）

- DOKI・DOKI 全10巻

1. ISBN 978-4-09-133601-9（1991年2月）
2. ISBN 978-4-09-133602-6（1991年9月）
3. ISBN 978-4-09-133603-3（1992年1月）
4. ISBN 978-4-09-133604-0（1992年5月）
5. ISBN 978-4-09-133605-7（1992年9月）
6. ISBN 978-4-09-133606-4（1993年2月）
7. ISBN 978-4-09-133607-1（1993年7月）
8. ISBN 978-4-09-133608-8（1993年12月）
9. ISBN 978-4-09-133609-5（1994年4月）
10. ISBN 978-4-09-133610-1（1994年7月）

- 15の夏がゆく ISBN 978-4-09-131616-5（1993年10月）
- I LOVE YOU 全6巻

1. ISBN 978-4-09-136301-5（1995年1月）
2. ISBN 978-4-09-136302-2（1995年7月）
3. ISBN 978-4-09-136303-9（1996年2月）
4. ISBN 978-4-09-136304-6（1996年7月）
5. ISBN 978-4-09-136305-3（1996年10月）
6. ISBN 978-4-09-136306-0（1997年3月）

- V-笑顔のために- ISBN 978-4-09-136307-7（1997年8月）
- そんな愛のある場所 ISBN 978-4-09-137761-6（1999年3月）
- あの夏の永遠 ISBN 978-4-09-137762-3（1999年11月）
- if-輝きの翼で- ISBN 978-4-09-169151-4（2000年2月）
- MAX純情系 全2巻

1. ISBN 978-4-09-137764-7（2000年10月）
2. ISBN 978-4-09-137765-4（2001年12月）

- 愛は舞い降りた ISBN 978-4-09-169152-1（2002年11月）
- ふたりがいいね ISBN 978-4-7780-1031-7（2004年2月）
- 桜の木の下で 全3巻

1. ISBN 978-4-09-130156-7（2005年4月）
2. ISBN 978-4-09-130209-0（2005年7月）
3. ISBN 978-4-09-130210-6（2005年8月）

- OVER HEAT ISBN 978-4-7780-1032-4（2005年4月）
- 風のゆくさき ISBN 978-4-7780-1033-1（2005年8月）
- 彼の鼓動が聞こえる（秋田書店）ISBN 978-4-253-15858-9（2006年4月）
- ママにお願い!（秋田書店）ISBN 978-4-253-12149-1（2007年4月）
- 咲かない桜 ISBN 978-4-7780-1049-2（2007年6月）
- 空への約束 ISBN 978-4-7780-1071-3（2008年3月）
- 赤い雪が降る-罪と懺悔- ISBN 978-4-7780-1097-3（2009年2月）
- そこにはちゃんと愛がある（秋田書店）ISBN 978-4-253-15859-6（2009年7月）

## イラスト作品
- 高瀬由香 ポストカードブック（小学館）（1993年12月）-カラーイラスト集